# 共存同衆
共存同衆（きょうぞんどうしゅう）は、1874年（明治7年）に、小野梓らによって設立された政治的啓蒙言論結社。明治初期のヨーロッパ留学帰朝者を中心とし、会員同士の切磋琢磨と国民啓蒙を目的とした。

## 設立と機能
設立者は小野、万里小路通房、岩崎小二郎、尾崎三良、大内青巒、広瀬進一、赤松連城の7名である（赤松以外20代）。「共存同衆」は小野の命名で、活動や議論の中心となったのは、小野のほか伊賀陽太郎、馬場辰猪、小野義眞、金子堅太郎らであった。
相互扶助のボランタリー組織で、
1. 政治（政府への提言、意見具申）
2. 学術・教育（私立学校の設立、「習演会」（演説講習会）の開催）
3. 言論（「講談会」での演説）
4. 出版（『共存雑誌』の発行・「共存文庫」の開設）
5. 集会・親睦（共存集同館の建設）
6. その他広汎な社会文化的活動

の6つの役割を持っていた。

## 活動目的と運営方針
1874年に共存同衆の活動のルールである共存同衆条例が明文化されている。諸言、本文、付随する臨席心得からなり、諸言では活動の目的について述べている。その主張するところは、欧米列強への対峙、国家独立、近代化達成、藩閥政府と士族民権の協調、旧態依然とした思考習慣からの脱却である。そのために当団体を設立して、市民のつながりを深め、市民の自覚を広げ、論じるべきものはすぐに論じ、救済すべきものはすぐに救済し、補助すべきものはすぐに補助し、それによって市民の権利・義務の意識を高めて、将来的に活動を大きくしてゆくこと。および、それらを通じて国内に趣旨が広がり、賛同者が支援し、地域における責任を尽くしていこうとすること。これらが趣旨である。
活動ルールを全28条に明文化して定めている。「第一条　一、本衆を同盟し人間共存の道を勧めんとす。」からはじまる。全条のおおむねの内容を要約すると、
- 人間共存の道を勧める。
- 人間共存の事を弁論の中心とする。
- 建議があるときは前回に概要を伝え次回の許可を得る。
- 月に2回開催し、10日と25日を常会とする、3時に集まり、30分後に会合を始める、会合は2時間とする（会頭と呼ばれる議長が伸縮する）
- 重要な議決は2/3とする。
- 議論内容を出版等公開するときには2/3の同意を得る。
- 議長は毎回無記名投票で選ぶ。
- 新会員は1人の推薦と2/3の同意が必要。参加費は毎月50銭とする。東京に不在者は半額。
- 女性は1人の推薦と2/3の同意で参加できる（女子を差別するのではなく、会が乱れるのを防ぐため）。女子を同伴する場合は、一同の賛同を得る。
- 同衆となると毎回案内が送付され、発言の機会を得ることができる。
- 会合には友人1人を連れてくることができる。ただし幹事に紹介しなければならない。
- 5名が要望すると臨時会を開催できる。
- 庶務をおこなう幹事を2名おく。毎月のはじめに幹事は会計を報告する。
- 退会するときには幹事に伝える。
- この条例を守る義務。

などである。
臨席心得として9項をあげている。大声は禁止、議長に対して発言する（個々で談話しない）、起立して発言する、離席は便所以外は禁じる、雑談は禁止、喫煙は禁止、会議をはじめるときには議長に揖（会釈）して着席する、やむをえず退席する必要のある時はあらかじめ議長に伝える、出席者は袴または洋服とする、である。
このように共存同衆は西欧の制度・思想・文物を研究し会員相互の思想の修養を図る知識人クラブ的な場をつくり、そして研究成果を積極的社会に還元し、政治・社会・文化の改革をめざして啓蒙的な実践活動にかかわろうとするものであった。

## 共存集同館
活動場所として「共存集同館」が、1877年4月に丸屋町（現在の東京都中央区銀座8-5-8）に建設された。2階建の銀座煉瓦街にあり、街路樹とガス灯に面したジョージア様式のモダンな西洋館であった。岩崎小次郎が都市計画で東京府から払い下げられたもので、名義は岩崎で、所有権は共存同衆の共有であった。図書館は一般にも開放され、1879年に共存同衆文庫が新たに開設されるまで活動した。建物は1923年に関東大震災で崩壊するまで存続した。

## 参加者・寄稿者
共存同衆として参加や寄稿した中には、犬養毅、井上哲次郎、岩崎弥之助、尾崎行雄、菊池大麓、島地黙雷、島田三郎、高橋是清、田口卯吉、谷干城、鳩山和夫、武者小路実世（実篤の父）、磯野計（のち明治屋創業）などの名前がみえる。幅広い思想の拠り所となるが、主に立憲改進党や自由党の母体として機能していくことになる。彼らの出身地は、高知県、京都府が多いが、続いて、山口県、佐賀県、宮崎県、徳島県、東京府、その他各地と多様であった。留学先はイギリス、ついでアメリカが多かった。
共存雑誌や講談会で論じられた内容は、法律・教育・理財商業・衛生の4つが主要テーマであり、論調としては単なる現状の考察や批判に終始せず、具体的提案を伴うところが特徴であった。具体的なトピックとしては、議会政治、民法・刑法の整備、条約改正、女性の地位向上、民衆の権利・義務意識の啓蒙、国産品保護育成と振興、政府の安易な国債財政の批判、国内殖産興業、愛国の公心、国民的統一、身分差別批判などであった。論文の寄稿数は小野梓が際立って多い。

## 特徴と意義
共存同衆の意義は、「共存の道」のイデオロギーを日本ではじめて公式に宣言し、その思想の普及と実現のための政治的啓蒙活動をおこなった点にある。小野をつうじてのジェレミ・ベンサムの功利主義の影響、東洋（中国）と日本の伝統思想の影響、改革派仏教徒の参加などが特徴である。大内青巒、島地黙雷らが加わったことで単なる西洋かぶれの付け焼刃の議論ではなく、空理空論でもない、またキリスト教に染まるのでもない独特な東西古今の文明の調和を現実的に論じたことが特徴といえる。共存同衆が長く続いた理由として、文明開化の時代風潮と要求に適合したこと、政府の容認と市民の共感と支持、そして優秀な人材の結集と確保、組織の確立（条例など）、共存主義の不偏不党の成立、自由平等の民主的運営（協調と団結）、衆員の高邁な理想と奉仕・犠牲精神、経営安定、良い企画と積極的行動などがあげられる。

## 同時期の他の結社
当時、共存同衆は結社として森有礼らの明六社と双璧であった。明六社は幕末の開成所の洋学者が中心であるのに対し、共存同衆は小野ら欧米への留学生らが中心であった。明六社は1875年に『明六雑誌』を休刊し活動を休止するが、共存同衆は社交クラブとして存続していく。他の団体には板垣退助らの立志社、福沢諭吉らの三田演説会などがあった。